# Coming True
Coming True är Daniel Lindströms debutsingel från hans självbetitlade album. Sången är skriven av Jörgen Elofsson, som skrev den till vinnaren av Idol 2004. Singeln släpptes den 6 december 2004.

## Topplistor
Singeln gick upp på den svenska singellistan vecka 50 (2004), och lämnade listan efter fjorton veckor varav sju på första plats. Singeln återkom på listan vecka 13, och lämnade slutligen listan efter sju veckor.
| Position | 1 | 1 | 1 | 1 | 1 | 1 | 1 | 7 | 9 | 9 | 12 | 20 | 24 | 47 | 51 | 48 | 60 | 56 | 60 | 41 | 58 |

Singeln gick upp på Trackslistan vecka 50 (2004), och lämnade listan efter fyra veckor.
| Position | 8 | 4 | 4 | 18 |

Singeln gick upp på Svensktoppen vecka 1 (2005) och lämnade listan efter nio veckor och sammanlagt 3010 poäng.
| Position | 3 | 2 | 2 | 2 | 3 | 3 | 3 | 4 | 6 |

## Listplaceringar
| Lista (2004-2005) | Topplacering |
| ----------------- | ------------ |
| Sverige           | 1            |

### Fotnoter
1. ↑  ”Coming True”. Swedishcharts. 26 februari 2004. http://www.swedishcharts.com/showitem.asp?interpret=Daniel+Lindstr%F6m&titel=Coming+True&cat=s. Läst 21 november 2014.